# 朱红军
朱红军（1982年6月—），籍贯不详，中国人民解放军三级军士长，中共十九大代表。

## 生平
2000年入伍。2003年9月加入中国共产党。2017年，中国人民解放军火箭军某导弹旅发射四营三级军士长朱红军当选中共十九大代表，他也是中国人民解放军火箭军的中共十九大代表中唯一的士兵代表。

## 奖项和荣誉
朱红军是战略导弹部队操作号手，能熟练掌握8个导弹专业岗位，被誉为“兵专家”。截至2017年，先后被评为全国青年岗位能手、全军爱军精武标兵，立个人二等功1次、三等功3次。